# Omar Daf
Omar Daf, född 12 februari 1977 i Dakar, är en senegalesisk före detta fotbollsspelare och senare tränare. Han spelade under större delen av sin karriär för franska Sochaux. För Senegals landslag gjorde han 55 landskamper och deltog i VM 2002 samt fem upplagor av Afrikanska mästerskapet.